# Argyresthia curvella
Argyresthia curvella — вид лускокрилих комах родини аргірестіїд (Argyresthiidae).

## Поширення
Вид поширений в Європі (за винятком Піренейського та Балканського островів) та на Кавказі. Присутній у фауні України.

## Опис
Росмах крил 10-12 мм. Передні крила мають чорно-білий візерунок.

## Спосіб життя
Метелики активні вночі. Личинки живляться цвітом яблунь (Malus).